# Jan Nepomuk z Trauttmansdorffu
Jan Nepomuk Josef Norbert kníže z Trauttmansdorffu (německy Johann Nepomuk Josef Norbert Fürst von und zu Trauttmansdorff-Weinsberg; 18. března 1780, Vídeň – 24. září 1834, Vídeň) byl český a rakouský šlechtic, po otci dědic titulu knížete a rozsáhlých statků v západních a východních Čechách (Horšovský Týn, Jičín). U dvora zastával funkci císařského nejvyššího štolby (1812–1834).

## Životopis

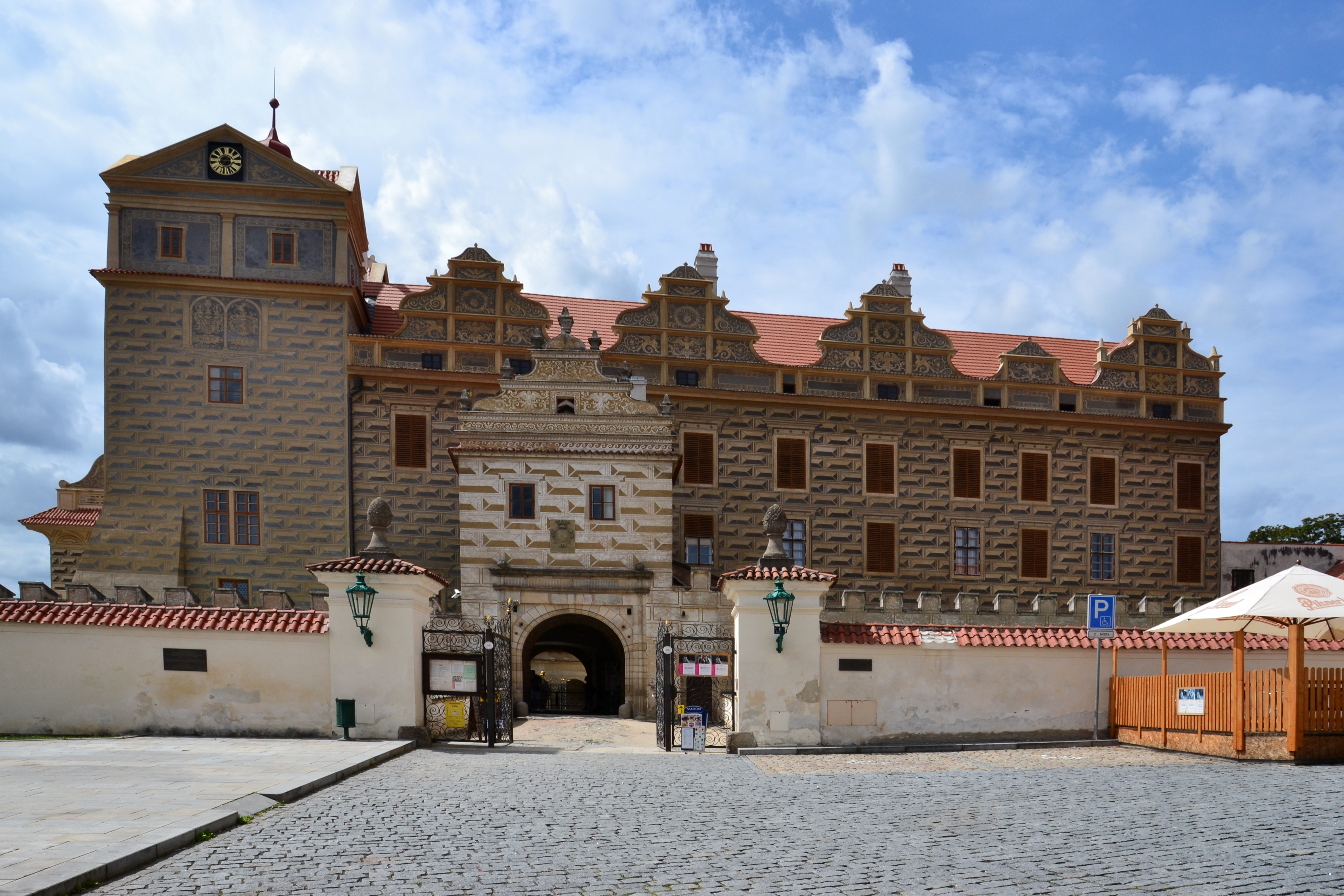
Zámek Horšovský Týn, hlavní sídlo Trauttmansdorffů v Čechách

Pocházel ze šlechtického rodu Trauttmansdorffů, narodil se jako starší syn diplomata a rakouského ministra zahraničí Ferdinanda z Trauttmansdorffu (1749–1827), který byl v roce 1805 povýšen do knížecího stavu. Po matce Marii Karolíně Colloredové (1752–1832) byl vnukem dlouholetého říšského místokancléře Rudolfa Josefa z Colloreda. Měl bratra Josefa, který působil jako císařský diplomat.
Jan Nepomuk v mládí sloužil v armádě a zúčastnil se válek proti revoluční Francii, později zastával funkce u císařského dvora ve Vídni. Byl c. k. tajným radou, komořím a v letech 1812–1834 císařským nejvyšším štolbou. V této funkci mimo jiné nechal postavit nové hřebčíny Františkův Dvůr (Franzenshof) v Selmicích poblíž Kladrub. Byl také členem Zemědělské společnosti ve Vídni. 
Za zásluhy získal Řád železné koruny I. třídy, několik vyznamenání obdržel také od zahraničních panovníků (ruský Řád sv. Alexandra Něvského, bádenský Domácí řád věrnosti nebo bavorský Řád sv. Huberta. 
Po otci zdědil v roce 1827 titul knížete a rozsáhlý majetek v Čechách (Horšovský Týn, Jičín).
Ve Vídni se 15. února 1801 oženil s lankraběnkou Alžbětou Marií z Fürstenbergu (12. července 1784, Vídeň – 19. června 1865 tamtéž), dcerou nejvyššího dvorního maršálka Jáchyma Egona z Fürstenbergu a jeho manželky Žofie Marie Terezie z Oettingen-Wallersteinu. Z jejich manželství se narodily čtyři děti:
- Ferdinand Jáchym (11. června 1803, Vídeň – 31. března 1859, tamtéž), 3. kníže z Trauttmansdorff-Weinsbergu, manž. 1841 Anna z Lichtenštejna (28. srpna 1820, Vídeň – 17. března 1900, tamtéž), dcera generála Karla Františka z Lichtenštejna
- Bedřich (8. října 1804, Vídeň – 19. dubna 1834)
- Marie Anna (9. července 1806, Vídeň – 12. listopadu 1885, Praha), manž. 1831 Bedřich Kraft z Oettingen-Wallersteinu (16. října 1793 – 15. listopadu 1842), kníže z Oettingen-Wallersteinu
- Karolína (29. února 1808, Vídeň – 19. března 1886, tamtéž), manž. 1831 Karl Ludwig Grünne (25. srpna 1808, Vídeň – 15. června 1884, Baden u Vídně), císařský generální pobočník, nejvyšší hofmistr císařského dvora 1848–1849 a nejvyšší štolba císařského dvora 1849–1875

Jeho mladší bratr Josef (1788–1870) byl diplomatem a dlouholetým rakouským vyslancem v Prusku (1827–1849).